# Geudertheim
Geudertheim is een gemeente in het Franse departement Bas-Rhin (regio Grand Est). De gemeente behoort tot het kanton Brumath en het arrondissement Haguenau-Wissembourg. Geudertheim telde op 1 januari 2022 2.719 inwoners.

## Geografie
De oppervlakte van Geudertheim bedroeg op 1 januari 2022 11,27 vierkante kilometer; de bevolkingsdichtheid was toen 241,3 inwoners per km².

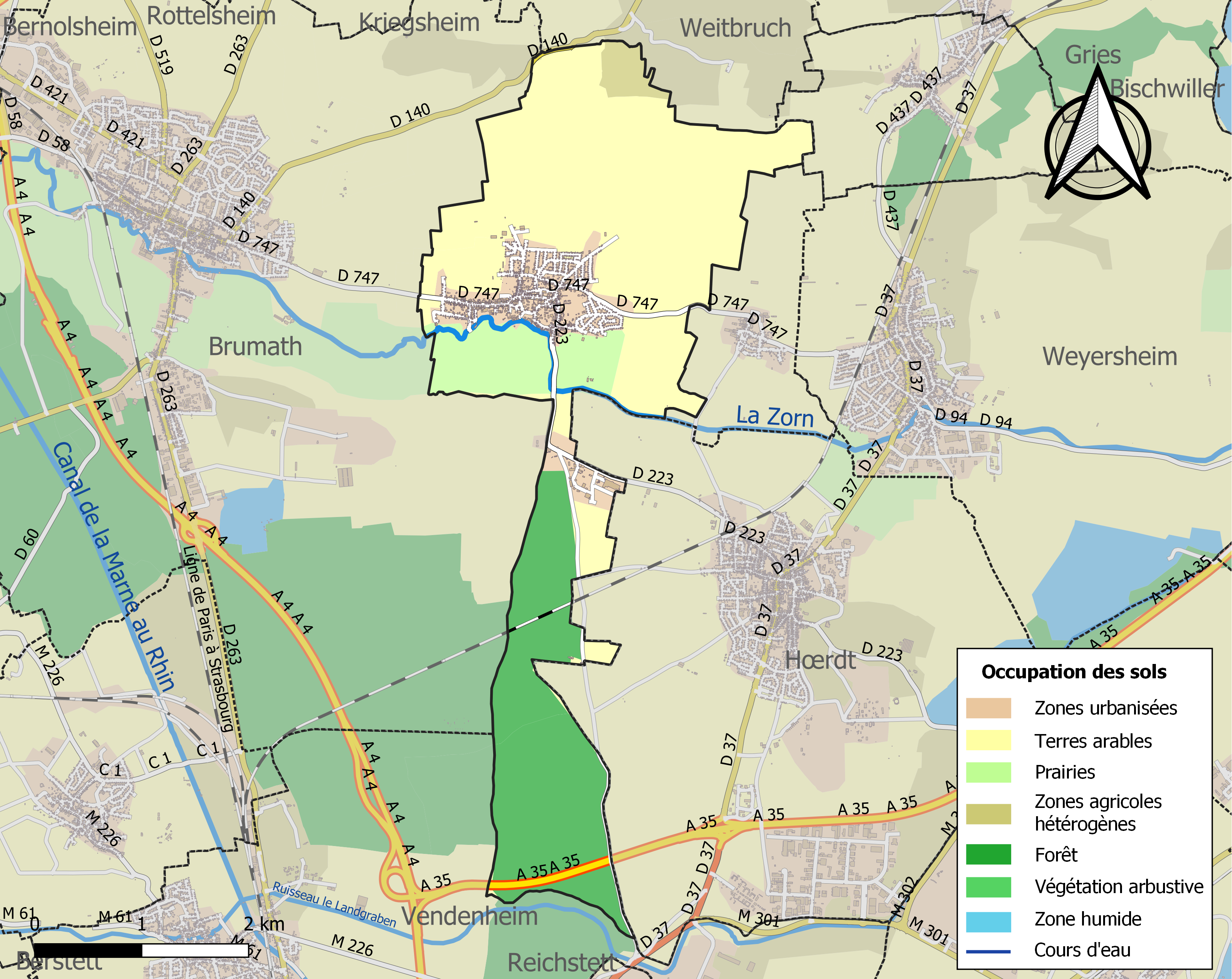
Kaart van de gemeente met de belangrijkste infrastructuur, bodemgebruik en omliggende gemeenten

## Demografie
Onderstaande figuur toont het verloop van het inwonertal (bron: INSEE-tellingen).